# Desastre ferroviário de Münchenstein

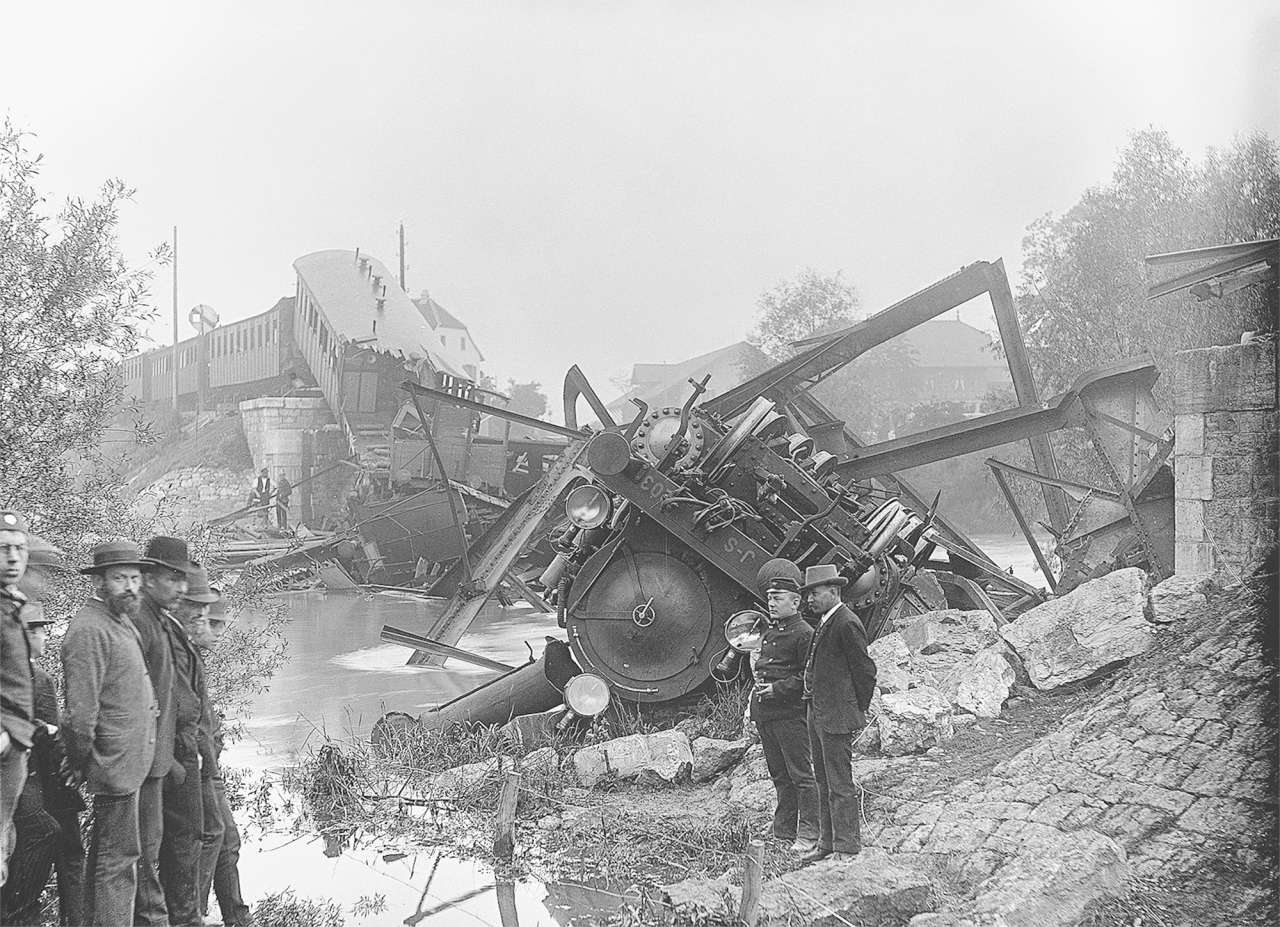
Ajudantes e curiosos no local do acidente

O desastre ferroviário de Münchenstein ocorreu em 14 de junho de 1891, sendo até à atualidade a maior catástrofe ferroviária ocorrida na Suíça.
Na queda de uma ponte ferroviária sobre o Birs, Bruckgut, em Münchenstein (na área de Birseck) próximo a Basileia morreram 73 passageiros e 171 pessoas saíram feridas. Um soldado morreu devido aos ferimentos que teve durante os trabalhos de limpeza da área. Na sequência da catástrofe as pontes ferroviárias da Suíça foram sistematicamente periciadas e publicadas as primeiras normas de construção.

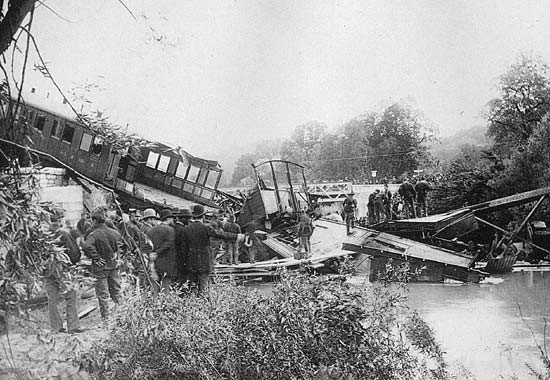
O local do acidente

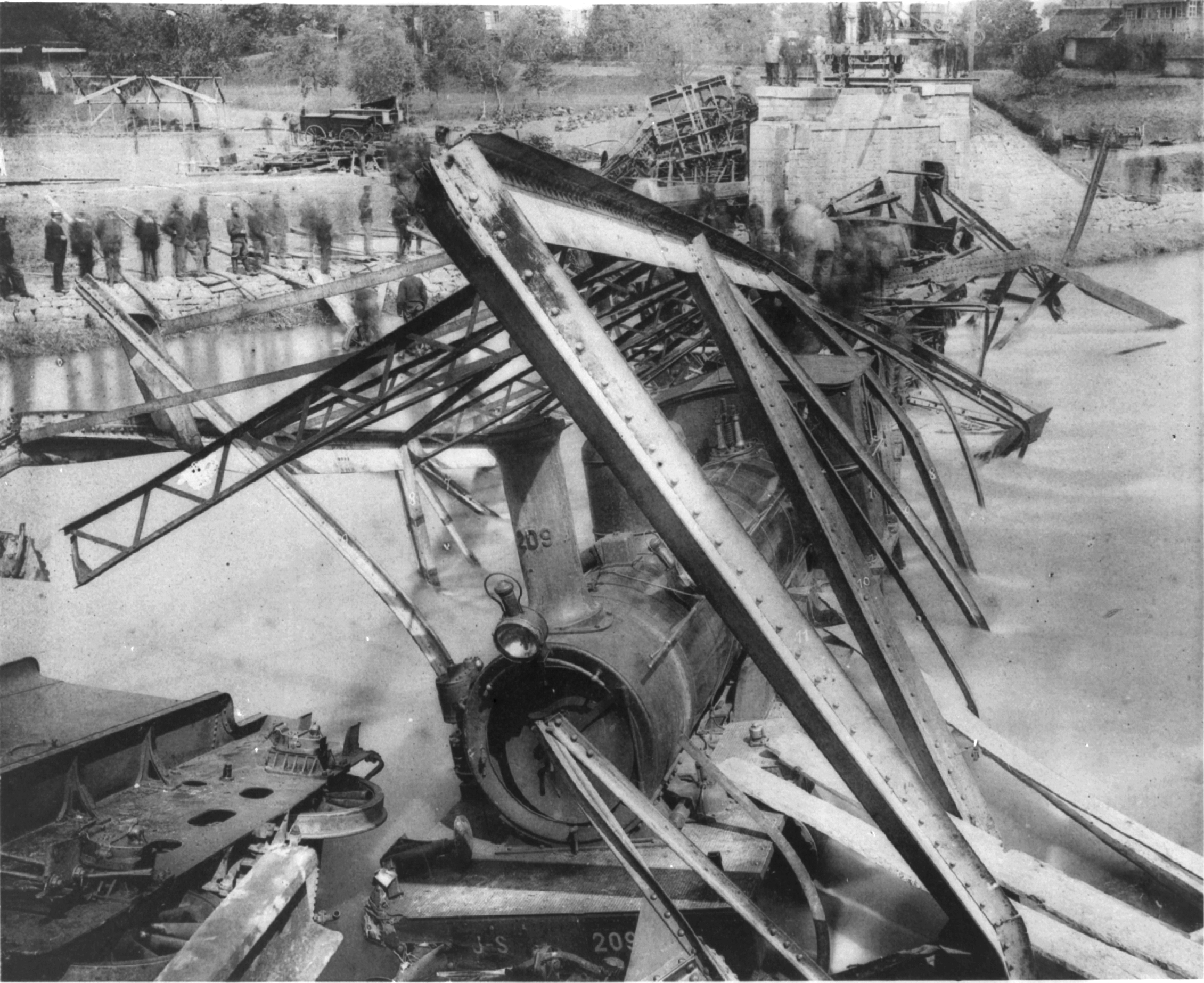
A locomotiva caída no Birs

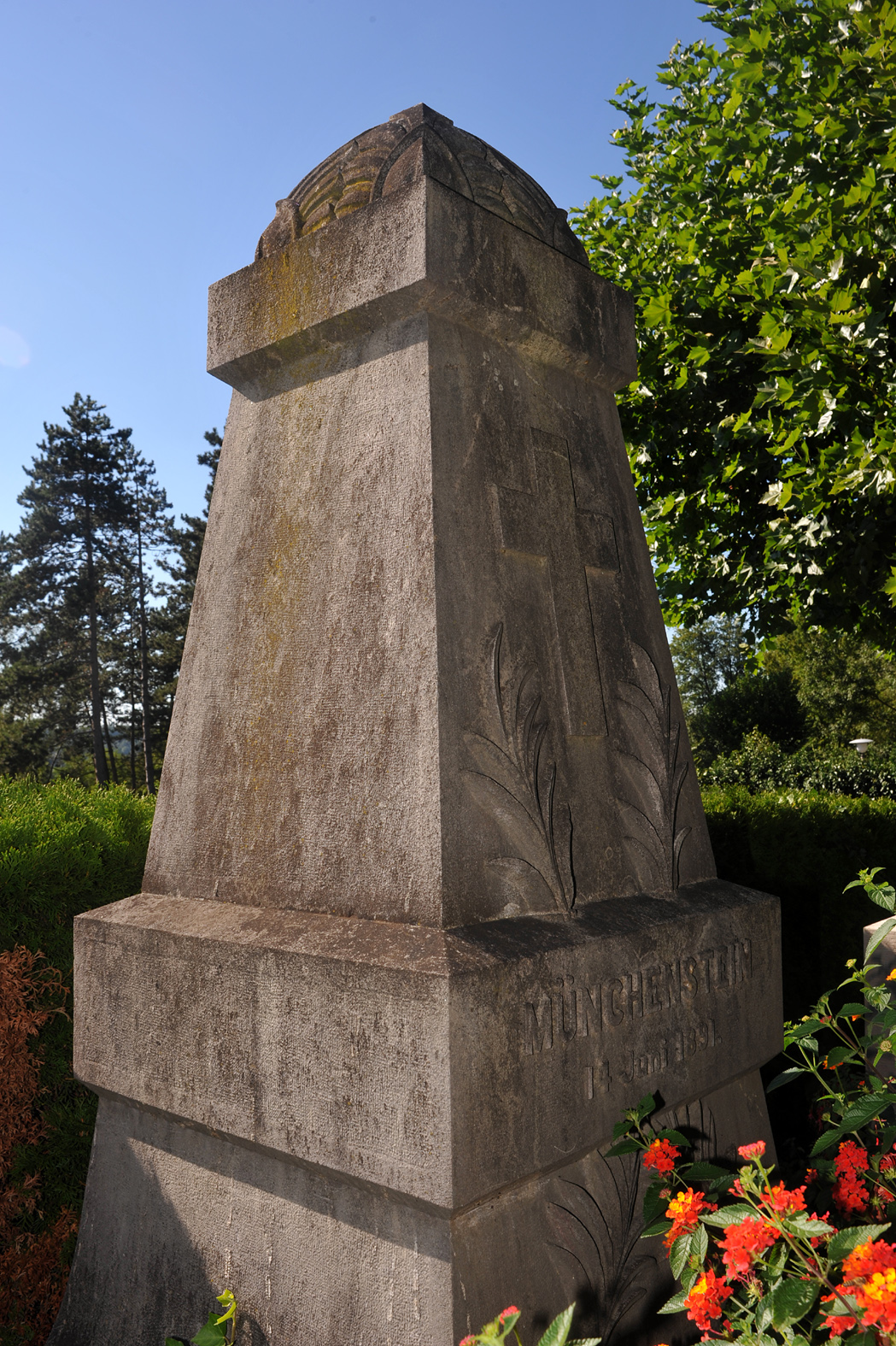
Monumento

## Bibliografia

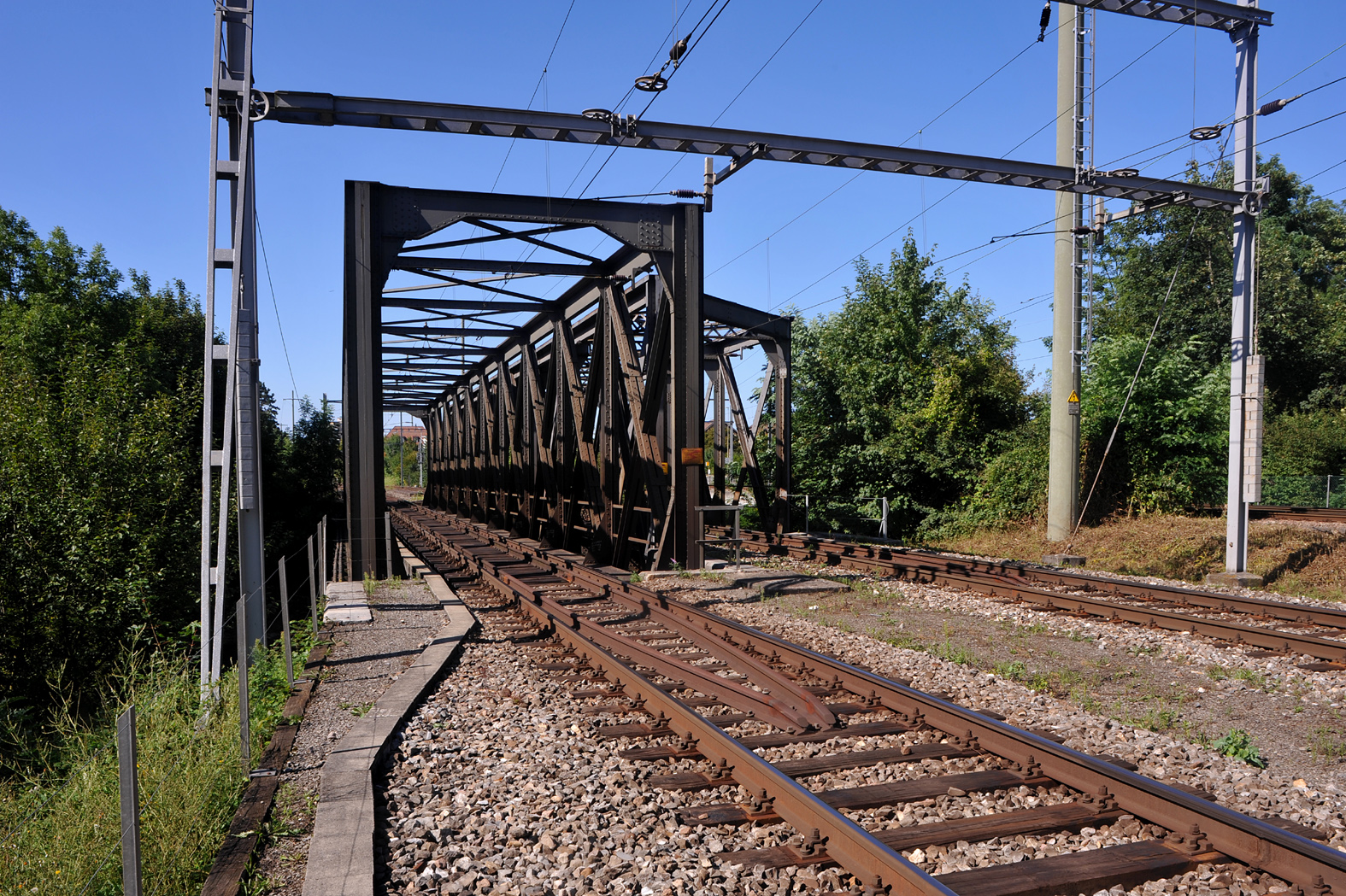
A atual ponte dupla